# Albion (název země)
Albion je archaický název  pro Velkou Británii. Pochází zřejmě od řeckého geografa a astronoma Ptolemaia (Alouin), tj. z prvního či druhého století p.Kr. V současnosti je užívaný víceméně básnicky či knižně speciálně pro Anglii[zdroj⁠?!] (např. výraz Hrdý Albion) a i ve fotbalovém slangu se tak někdy označuje Anglie.